# Hirschsprung (Obermaiselstein)

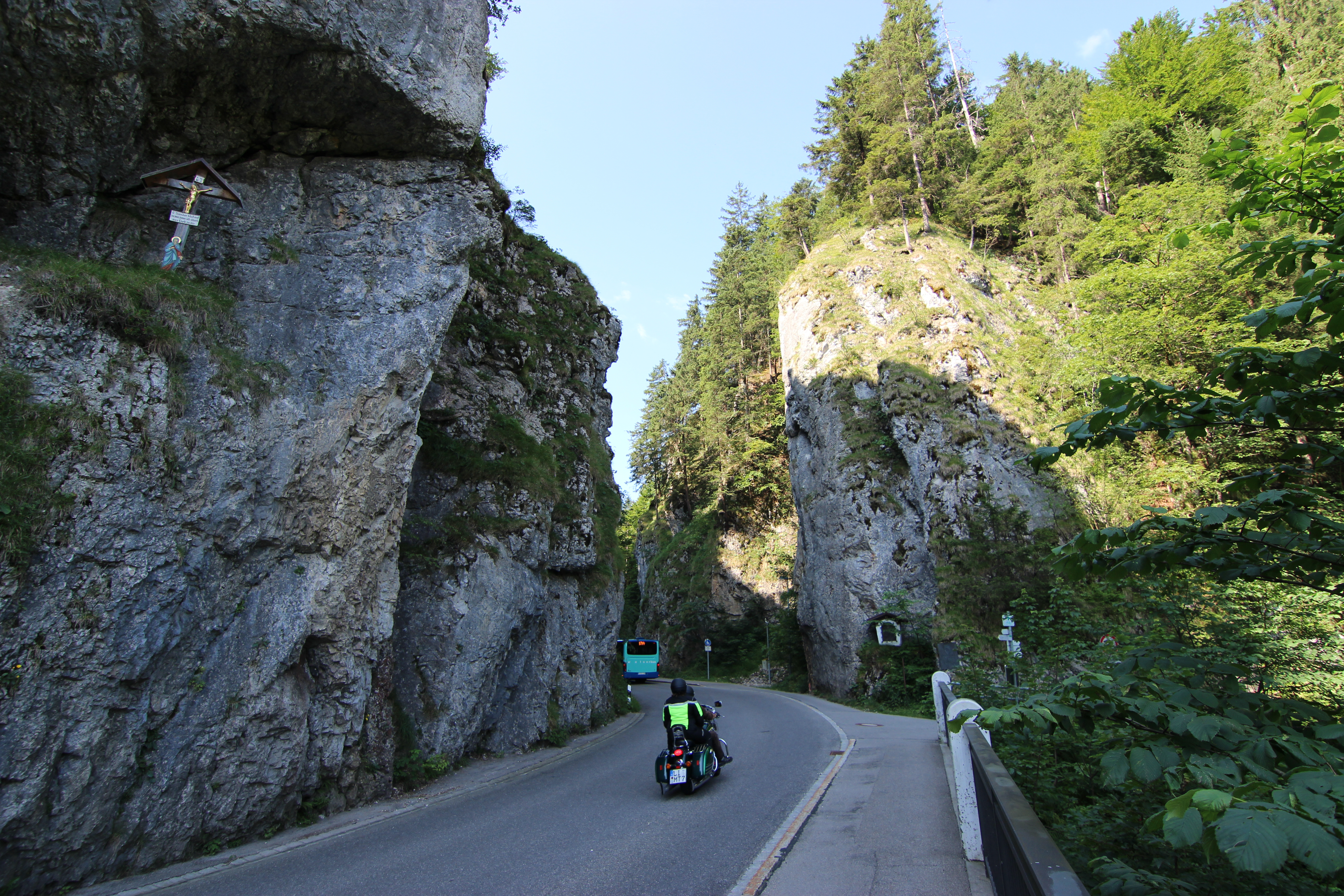
Hirschsprung bei Obermaiselstein

Ortswappen von Obermaiselstein

Der Hirschsprung bei Obermaiselstein ist eine Schlucht, die durch Erosionskräfte der Breitach entstand. 

## Etymologie
Seinen Namen erhielt der Hirschsprung der Sage nach von einem Hirsch, der von einem Luchs verfolgt über ebendiese Schlucht sprang. Das Motiv eines über eine Schlucht springenden Hirschs ist daher auch das Wappen der Gemeinde Obermaiselstein.

## Felssturz
Vermutlich durch Frostverwitterung kam es am 14. Januar 2011 am Hirschsprung zu einem großen Felssturz. In der Folge wurde in dem Hang eine präventive Sprengung durchgeführt, da nach Ansicht von Experten des Bayerischen Landesamtes für Umwelt weitere Felsstürze gedroht hätten.